# Zbrodnia w Obrzycach

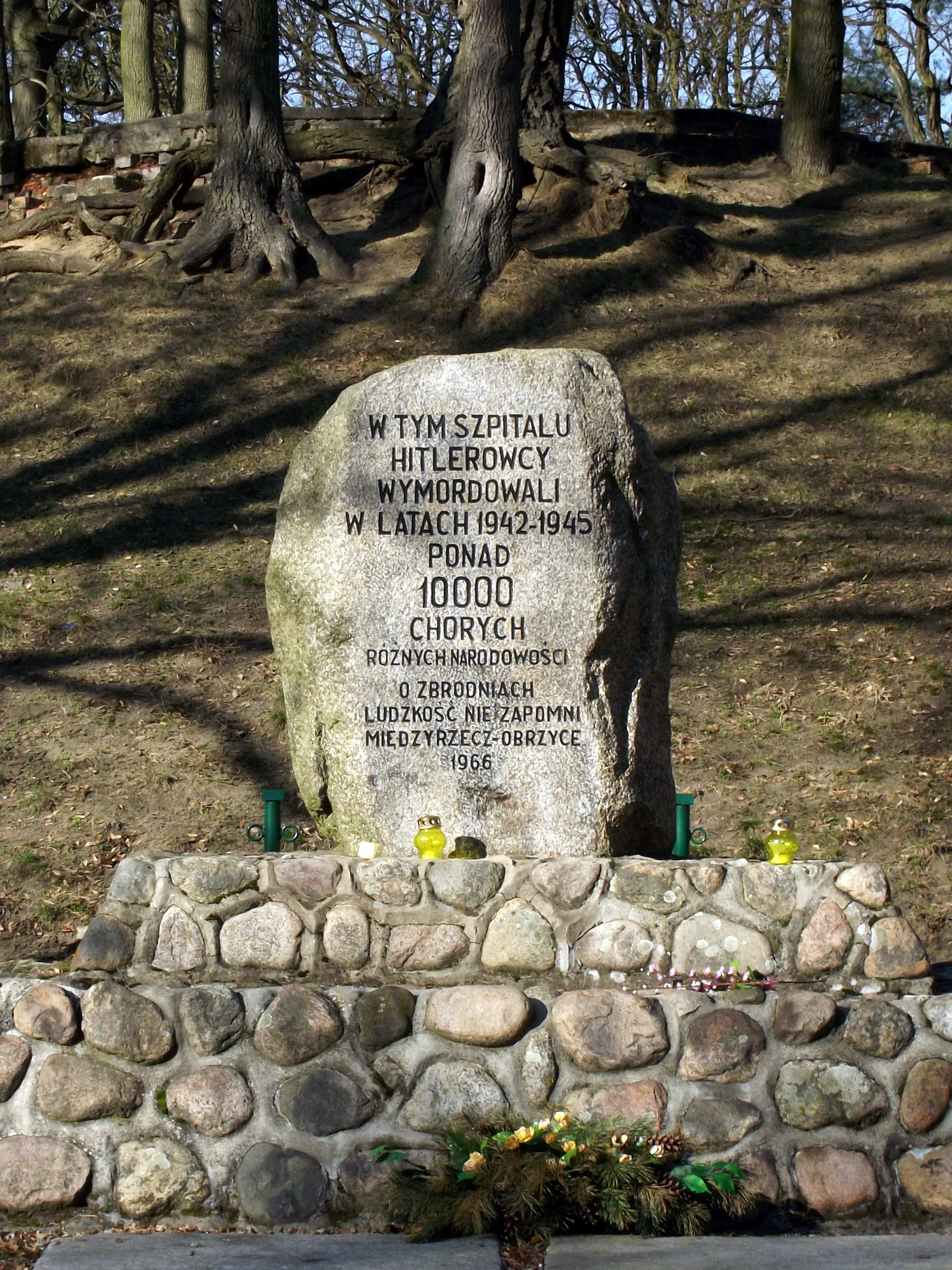
Pomnik na terenie szpitala

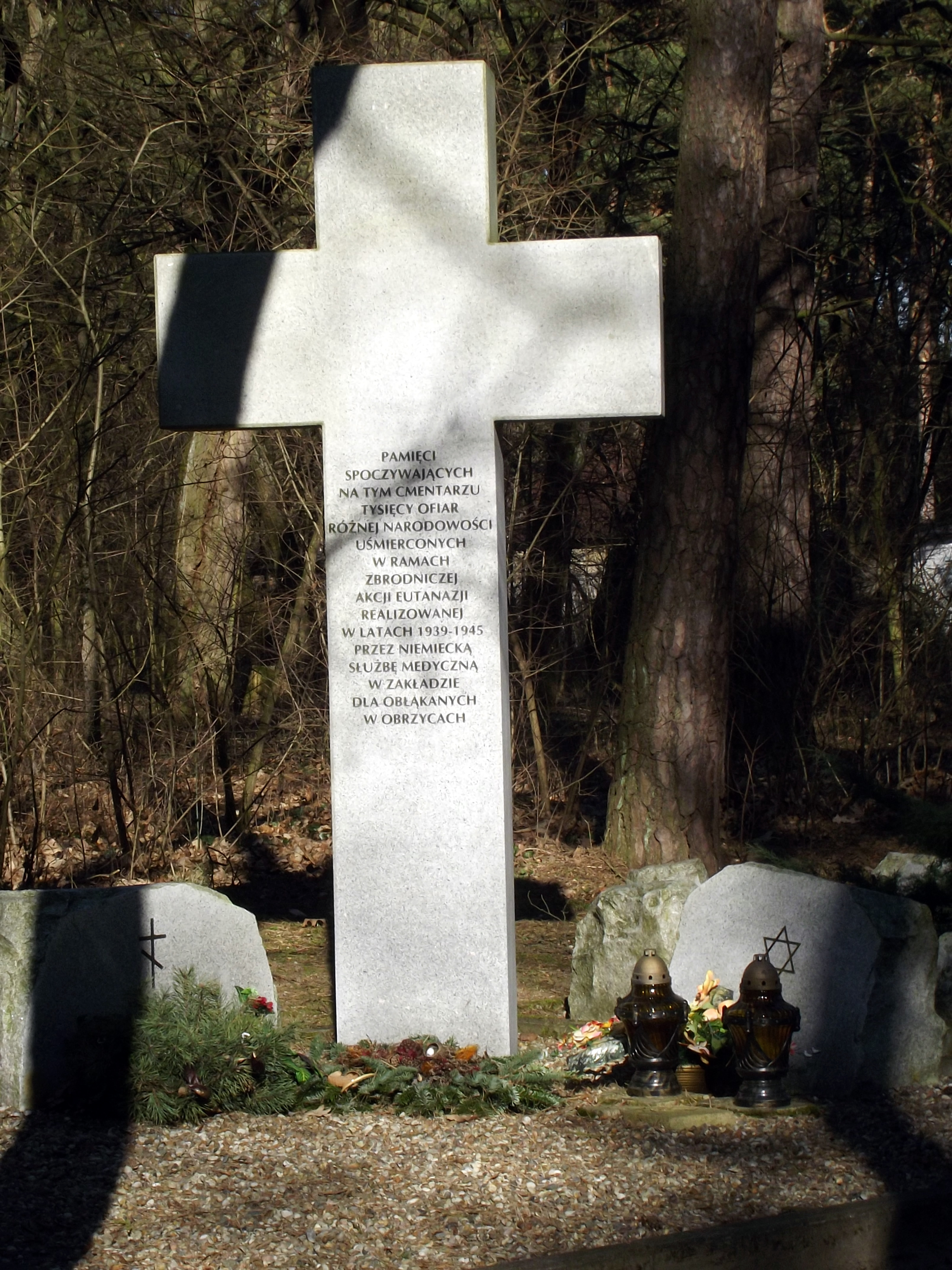
Pomnik na miejscu jednego z masowych grobów

Zbrodnia w Obrzycach – zbrodnia dokonana przez Niemców w Obrawalde (część Międzyrzecza), w latach 1942-1945, która była częścią akcji T4.

## Przebieg
Pierwsze transporty z chorymi zaczęły przybywać do Obrzyc na początku 1942 roku. Odbywały się nocami, za pomocą składów kolejowych wjeżdżających bezpośrednio na teren szpitala. Na terenie zakładu znajdowała się niewielka stacyjka, do której dochodził tor kolejowy, odchodzący od linii Wierzbno – Rzepin. Grupy ludzi przybywały w odstępach, co kilka tygodni, i liczyły od 60 do 300 osób.
Przeznaczonych do uśmiercenia umieszczano w pawilonach, które przed wojną zajmowali chorzy. Byli selekcjonowani przez personel szpitala (dr Theophil Mootz i dr Hildegarde Wernicke) do niewolniczej pracy na rzecz szpitala w ogrodach i warsztatach lub bezpośrednio do uśmiercenia. Koordynatorem procesu eksterminacji został dyrektor szpitala (od 1941 roku) Walter Grabowski.
Zabijanie odbywało się poprzez podanie luminalu lub weronalu albo za pomocą zastrzyków z skopolaminą. Gdy brakowało tych środków, dożylnie wstrzykiwano powietrze. Eksterminacja odbywała się w salach Todzimmer na oddziałach VI, VIII, IX, XVIII i XIX. Zabitych chowano warstwami w masowych grobach na cmentarzyku położonym w lasku za szpitalem. Aby ukryć proceder, rodzinom zmarłych wysyłano między innymi fałszywe akta zgonu lub podawano błędne daty pogrzebów. Oprócz ludzi umysłowo chorych, niepełnosprawnych mordowano także jeńców wojennych (m.in. polskich), robotników przemysłowych oraz przeciwników politycznych. Obok systematycznego eliminowania ludzi przez personel szpitala, przyczyną zgonów była także wyczerpująca praca i głód. Proces eksterminacji prowadzony był do 28 stycznia 1945 roku, na krótko przed wejściem Armii Czerwonej do Międzyrzecza.

## Narodowości ofiar
W szpitalu mordowano przede wszystkim Niemców, ale także wśród ofiar byli Polacy, Rosjanie, Francuzi, Czesi, Włosi, Holendrzy, Belgowie, Ukraińcy, Litwini.

## Liczba ofiar
| Rok   | Liczba ofiar |
| ----- | ------------ |
| 1942  | 700          |
| 1943  | 2 240        |
| 1944  | 3 811        |
| 1945  | 190          |
| Razem | 6 991        |

Liczba prawie 7 tysięcy zabitych wynika z zachowanych ksiąg zgonów. 
Jednak nie zawsze prowadzono takie rejestry. Powołana po II wojnie światowej Okręgowa Komisja Badania Zbrodni Hitlerowskich w Zielonej Górze na podstawie badań zakończonych w 1966 roku stwierdziła, że łączna liczba zamordowanych w Obrzycach przekroczyła 10 tysięcy.  

## Miejsca pamięci
Na terenie szpitala, w głównym budynku administracyjnym znajduje się Izba Pamięci. Oprócz niej powstały także dwa pomniki. Jeden w formie głazu postawiono w 1966 roku. Drugi w formie krzyża znajduje się na terenie cmentarza, w miejscu jednego z masowych grobów.